# Timbrering
Timbrering är ett heraldiskt begrepp som innebär att ett vapen förses med attribut, lagda ovanpå, runtom eller bakom skölden, som visar innehavarens värdighet eller funktion. Exempel på värdighetsattribut är alternativ hjälm, mitra, ordensinsignier. Funktionsattribut kan vara sekreterarpenna, häroldsstav eller ekonominycklar.

## Sverige
Vissa myndigheter använder en timbrerad version av lilla riksvapnet till exempel Polisen (eklöv och fasci), Försvarsmakten (ett svärd) och Åklagarmyndigheten (två stavar med den "till edgång lyfta handen").
Inom Försvarsmakten används timbrering för att visa på truppslagstillhörighet. Musköt för infanteri, värja för kavalleri, kanon för artilleri, luftvärn och amfibie samt vinge för flygvapnet.
En biskop i Svenska kyrkan använder inte en hjälm eller hjälmtäcke utan en mitra med nackband och en kräkla bakom skölden. Ärkebiskopen och biskopen i Lund använder en mitra med nackband och en kräkla korslagd med en korsstav bakom skölden. Bengt Olof Kälde föreslog 1977 ett system för timbrering för präster med prästhattar. Detta system har dock inte slagit igenom.

## Galleri

### Statliga ämbetstecken

Sveriges riksmarskalk: korslagda riksmarskalksstavar
Skottlands riksheraldiker: korslagda häroldsstavar
Polismyndigheten: kunglig krona, fasces och eklöv
Åklagarmyndigheten: kunglig krona, korslagda stavar med händer redo för edgång

### Militära timbreringar

Försvarsmakten: kunglig krona, stolpvis ställt svärd
Värmlands regemente: kunglig krona, korslagda svärd
Dalregementet: kunglig krona, korslagda musköter
Gotlands kustartilleriregemente: kunglig krona, korslagda kanoneldrör, en lågande granat samt vågor

### Kyrkliga timbreringar

Påve Leo XIV: Petri nycklar och påvekrona
Martin Modéus som ärkebiskop: mitra samt korslagd korsstav och kräkla
Martin Modéus som biskop: mitra samt kräkla